# خالد العبود (لاعب كرة قدم)
خالد العبود لاعب كرة قدم سعودي ، يلعب في خط الجناح.

## مسيرة اللاعب
بدأ مع نادي الاتفاق وأعاره الاتفاق في صيف 2012 إلى نادي الخليج لمدة سنة وأعاره الاتفاق مرة أخرى في صيف 2016 إلى نادي الخليج لمدة سنة وقد فسخ عقده في يناير 2017 وأعار الأتفاق بعدها إلى نادي النجوم وانتقل بعدها إلى نادي هجر وانتقل من هجر إلى نادي المزاحمية ليلعب معهم مباراة ملحق وبعدها إنظم إلى نادي الكوكب وبعدها عاد إلى نادي هجر وبعدها عاد إلى نادي النجوم وبعدها انتقل إلى نادي الصفا ونادي مضر.

## الحياة الشخصية
خالد هو شقيق اللاعبين سعد العبود وعبد الرحمن العبود.

## روابط خارجية
- خالد العبود على موقع قاعدة بيانات كرة القدم.إي يو (الإنجليزية)
- خالد العبود على موقع Soccerway.com (الإنجليزية)